# كسينيا ألكسندروفا
كسينيا سيرجيفنا ألكساندروفا ( الروسية: Ксения Сергеевна Александрова كانت عارضة أزياء روسية، ومقدمة برامج تلفزيونية، وطبيبة نفسية، وحاملة لقب ملكة جمال. حلّّت وصيفةً أولى في مسابقة ملكة جمال روسيا 2017 ، ثم مثّلت روسيا في مسابقة ملكة جمال الكون 2017 .

## الحياة المبكرة والمهنة
ولدت ألكسندروفا ونشأت في موسكو. عملت كسينيا عارضة أزياء لدى وكالة مودوس فيفينديس منذ سن التاسعة عشرة.  كانت تتحدث الروسية بطلاقة فقط.
في عام 2016، تخرجت من جامعة بليخانوف الروسية للاقتصاد، حيث حصلت على درجة في التمويل والائتمان.
في عام 2020، أكملت دراستها في المدرسة العليا للسينما والتلفزيون "أوستانكينو".
في عام 2022، تخرجت من جامعة موسكو التربوية الحكومية بدرجة في علم النفس.
كانت كسينيا طبيبة نفسية ومعالجة بالدراما النفسية.

## الألقاب

### ملكة جمال روسيا 2017
مثّلت ألكسندروفا موسكو في مسابقة ملكة جمال روسيا 2017 ، وحصلت على لقب الوصيفة الأولى. وخلفت يوليانا كورولكوفا، وصيفة ملكة جمال روسيا 2016 السابقة، وملكة جمال الكون روسيا 2016. 

### ملكة جمال الكون 2017
مثّلت ألكسندروفا روسيا في مسابقة ملكة جمال الكون 2017 ، لكنها لم تصل إلى نصف النهائيات. فازت بالمسابقة ديمي لي نيل بيترز من جنوب أفريقيا.

## موت
في يوليو 2025، تعرضت لحادث سيارة في منطقة تفير. ركض أيل على الطريق واصطدم بزجاج السيارة الأمامي. كانت ألكسندروفا تجلس في مقعد الراكب، وأصيبت في الرأس. نُقلت إلى وحدة العناية المركزة في معهد سكليفوسوفسكي لطب الطوارئ، لكنها توفيت في 12 أغسطس، عن عمر يناهز 30 عامًا.  

## روابط خارجية
- كسينيا ألكسندروفا في قاعدة بيانات الأفلام على الإنترنت